# Заболоть (Овручский район)
Заболоть (укр. Заболоть) — село на Украине, находится в Овручском районе Житомирской области.
Код КОАТУУ — 1824287003. Население по переписи 2001 года составляет 69 человек. Почтовый индекс — 11121. Телефонный код — 4148. Занимает площадь 0,369 км².

## Адрес местного совета
11121, Житомирская область, Овручский р-н, с.Слобода